# Leônidas (Gorbachev)
Leônidas (nascido: Leonid Eduardoviche Gorbatchov, russo: Леонид Эдуардович Горбачёв; 26 de outubro de 1968, Stavropol, RSFSR, URSS), bispo da Igreja Ortodoxa Russa, metropolita de Klin (2021-2023), 1º Exarca Patriarcal da África. Foi reitor do Metóquio Patriarcal da Igreja de Todos os Santos em Kulishki em Moscou (2021-2023) e administrador temporário da Diocese de Ierevã-Armênia (2021-2023).

## Biografia

### Episcopado
Em 29 de maio de 2013, por decisão do Santo Sínodo da Igreja Ortodoxa Russa, foi eleito bispo na Eparquia da Argentina e América do Sul do Patriarcado de Moscou.
Em 8 de setembro de 2023, por decreto do Patriarca de Moscou e de Toda a Rússia, Cirilo foi destituído do cargo de reitor do  Metóquio Patriarcal da Igreja de Todos os Santos em Kulishki.
Em 11 de outubro de 2023, por decisão do Santo Sínodo do Patriarcado de Moscou, conforme petição apresentada, foi demitido da gestão do Exarcado Patriarcal da África com expressão de agradecimento pelo trabalho realizado e com a retenção de gestão temporária da Diocese de Ierevã-Armênia.
Em 27 de dezembro de 2023, por decisão do Santo Sínodo da Igreja Ortodoxa Russa, ele foi dispensado da administração temporária da Diocese de Ierevã-Armênia e aposentou-se.